# Рюман, Хайнц
Хайнц Вильгельм Рю́ман (нем. Heinz Wilhelm Rühmann; 7 марта 1902[…], Эссен, Пруссия — 3 октября 1994 или 4 октября 1994, Ауфкирхен, Бавария) — немецкий актёр, режиссёр и эстрадный певец.

## Биография
Родился в семье владельца отеля. Детство прошло в городе Ванне-Айкель. В 1913 году семья переехала в Эссен, где купила гостиницу возле Центрального вокзала. В 1916 году родители мальчика разошлись; вскоре после этого отец покончил жизнь самоубийством. Мать с тремя детьми перебралась в Мюнхен. В 1919—1920 годах, после окончания реального училища, Рюман изучал актёрское мастерство и в июне 1920 года получил свою первую роль в театре города Бреслау. В 1922 году он поступил в театр Ганновера, где выступал вместе с Тео Лингеном. Затем работал в театрах Бремена и Мюнхена. В августе 1924 года женился на актрисе еврейского происхождения Марии Хербот.
В кино дебютировал в 1926 году в фильме «Сердце немецкой матери». Его пригласили в Берлин, где он играл в театре вместе с Марлен Дитрих. В 1930 году к актёру пришёл большой успех. После участия в киноленте «Трое с бензоколонки» он стал — наряду с Хансом Альберсом — одним из самых популярных артистов Веймарской Германии.
В годы правления в Германии национал-социалистов старался не вмешиваться в политику и сделал головокружительную карьеру. В 1938 году он развёлся со своей первой женой, которая была еврейкой. В 1939 году женился на актрисе Герте Файлер, с которой познакомился в 1938 году на съёмках фильма «Только ложь». В 1933—1945 годах сыграл в 37 кинофильмах и поставил ещё четыре. Национал-социалисты активно использовали талант актёра в своей пропаганде во время Второй мировой войны. В 1940 году Рюману было присвоено звание «государственного артиста». Несмотря на то, что он был отличным пилотом, его освободили от воинской обязанности, а в августе 1944 года по распоряжению Геббельса внесли в список лиц, не подлежащих мобилизации.
По окончании войны Рюман некоторое время проживал в Восточной Германии и сотрудничал с советскими властями. Однако в марте 1946 года в ходе денацификации ему запретили работать актёром на территории советской оккупационной зоны. Рюман переехал в Западный Берлин. В 1947 году он основал там киностудию Comedia. В 1956 году снялся в кинокомедии «Капитан из Кёпеника», за роль в которой в 1957 году удостоился премии немецких кинокритиков. Советским зрителям картина известна под названием «Сила мундира». В 1960-е годы он играл на сценах Мюнхена и Вены. В 1980 году выступал в программе «Звёзды на манеже» с советским клоуном Олегом Поповым.
Рюман обладал приятным задушевным тенором, пел в кино и с успехом (особенно в 1930—1940-е годы) записывался на пластинки. По крайней мере, три исполнявшиеся им песни признаны в Германии «вечными» шлягерами: «Ich brech' die Herzen der stolzesten Frau’n» (1938), «Das kann doch einen Seemann nicht erschüttern» (матросская песня, 1939) и (колыбельная) «La-Le-Lu» (др.назв. «Unser Lied», 1955). Популярность также получила песня «Wozu ist die Straße da» (1943).
Две улицы в Баварии, где актёр прожил последние годы, названы его именем.

## Избранная фильмография
- 1925 Сердце немецкой матери / Das deutsche Mutterherz
- 1927 Девушка с пятью нулями.
- 1930 Грабитель
- 1930 — Трое с бензоколонки / Die Drei von der Tankstelle — Ханс
- 1931 Бомбы над Монте-Карло/Bombardment of Monte Carlo, The/ Bomben auf Monte Carlo — Петер Шмидт
- 1931 Бравый грешник
- 1931 Гордость третьей роты /Der Stolz der 3. Kompanie — Густав Дистельбек
- 1931 Моя жена — мошенница
- 1931 Не в деньгах счастье
- 1931 Смеющиеся наследники / Lachende Erben, Die — Петер
- 1931 Человек, который ищет своего убийцу / Looking for His Murderer / Der Mann, der seinen Mörder sucht — Ханс Герфорт
- 1932 Обойдёмся без денег / His Majesty King Ballyhoo / Man braucht kein Geld — Шмидт
- 1933 Возвращение в счастье
- 1934 Не от мира сего — Аристид
- 1934 Хайнц на Луне / Heinz im Mond
- 1935 Ева / Eva
- 1935 Рай на земле / Heaven on Earth / Der Himmel auf Erden
- 1936 Шалости / Allotria — Давид
- 1937 Идеальный муж / Der Mustergatte
- 1937 — Человек, который был Шерлоком Холмсом / Der Mann, der Sherlock Holmes war — сыщик Мэки Макферсон / доктор Ватсон
- 1938 — 13 стульев / 13 Stühle — Феликс Рабе
- 1939 Рай для подмастерий / Paradies der Junggesellen
- 1939 Рай холостяков
- 1939 Ура! Я — папа / Hurra, ich bin Papa!
- 1940 Одежда делает людей / Kleider machen Leute — Венцель
- 1941 — Квакс, незадачливый пилот / Quax, der Bruchpilot — Квакс
- 1942 Я поручаю тебе мою жену / Ich vertraue dir meine Frau an
- 1944 — Пунш из жжёного сахара / Die Feuerzangenbowle — доктор Йоханнес Пфайффер
- 1947 — Квакс в Африке / Quax in Afrika — Квакс
- 1948 — Господин с другой звезды / Der Herr vom andern Stern — господин с другой звезды
- 1953 Почтальон Мюллер / Mailman Mueller / Briefträger Müller
- 1954 На Реепербане ночью в половину первого / Auf der Reeperbahn nachts um halb eins
- 1955 Когда отец с сыном / Wenn der Vater mit dem Sohne
- 1956 Сила мундира / The Captain from Köpenick / Der Hauptmann von Köpenick — Вильгельм Фойгт
- 1956 — Тётка Чарлея / Charleys Tante — Доктор Отто Дернбург
- 1957 Отец категорически против / Vater sein dagegen sehr
- 1958 Это случилось при свете дня / It Happened in Broad Daylight / Es geschah am hellichten Tag — Маттэй
- 1958 — Железный Густав / Der eiserne Gustav — Густав Хартман
- 1958 Репетитор / The Crammer | Der Рauker
- 1959 — Человек проходит сквозь стену / Ein Mann geht durch die Wand — Бухсбаум
- 1960 — Бравый солдат Швейк / Der brave Soldat Schwejk — Йозеф Швейк
- 1960 Мой школьный друг / My School Chum | Mein Schulfreund — Людвиг Фукс
- 1960 — Паршивая овца / Das schwarze Schaf — Отец Браун
- 1962 — Пагубная страсть / Er kann’s nicht lassen — Отец Браун
- 1962 — Макс-карманник / Max Der Taschendieb — Макс
- 1963 Дом в Монтевидео / The House in Montevideo / Das Haus in Montevideo — Херман Неглер
- 1964 Доктор медицины Хиоб Преториус / Dr. med. Hiob Pratorius
- 1965 — Корабль дураков / Ship of Fools — Юлиус Лёвенталь
- 1965 Любовная карусель / The Daisy Chain
- 1965 Фокус-покус, или Как я позволила моему мужу исчезнуть? / Hokuspokus oder: Wie lasse ich meinen Mann verschwinden…?
- 1966 Грек ищет гречанку / Grieche sucht Griechin
- 1966 Кошелек или жизнь / Your Money or Your Life | La Bourse et la vie — Анри Шмидт
- 1966 Мэгре и его крупнейшее дело — комиссар Мегрэ
- 1966 Мегрэ и серьёзное дело / Maigret und sein größter Fall — комиссар Мегрэ
- 1966 Самое громкое дело Мегрэ / Enter Inspector Maigret / Maigret und sein grösster Fall — комиссар Мегрэ
- 1967 — Операция «Святой Петр» / Operazione San Pietro — кардинал Эрик Браун
- 1967 Приключение кардинала Брауна
- 1968 Утка звонит в половине восьмого / Die Ente klingelt um halb acht
- 1971 — Капитан / Der Kapitän — Уильям Эббс
- 1973 О, Джонатан, о, Джонатан
- 1977 Китайское чудо / Chinese Miracle / Das chinesische Wunder
- 1983 И всё-таки орешник зеленеет / Es gibt noch Haselnuß-Sträucher
- 1993 Небо над Берлином 2 / Faraway, So Close! / In weiter Ferne, so nah!

## Образ в кино
- «Фюрер и растлитель[нем.]» (Германия, 2024), режиссёр Йоахим Ланг, в роли Рюмана — Рафаэль Николас

## Награды

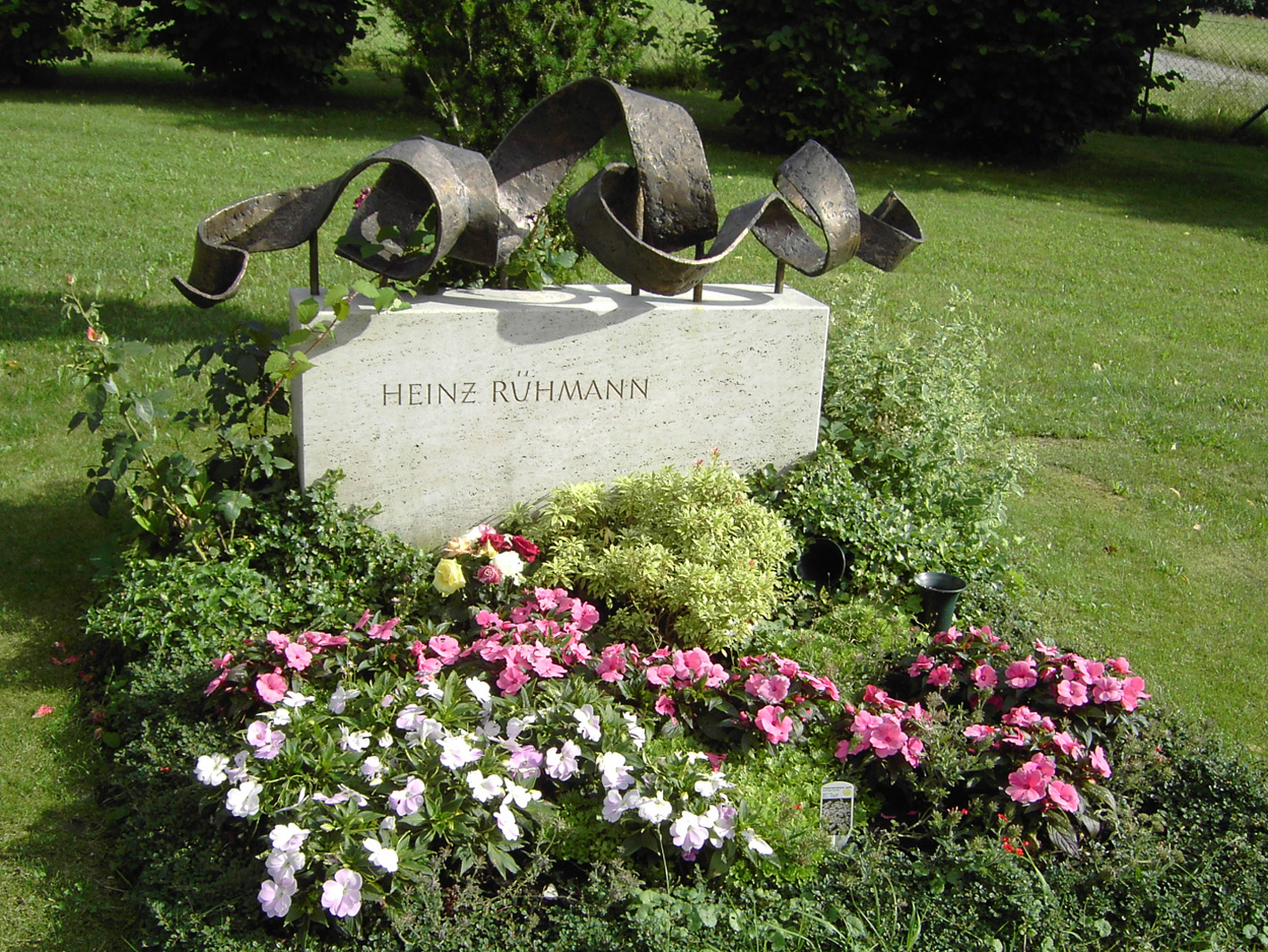
Могила Хайнца Рюмана в Ауфкирхене

- медаль Венецианского кинофестиваля (1938)
- присвоено звание «Государственный актёр» (1940)
- особый приз Венецианского кинофестиваля (1949)
- художественная премия г. Берлина (1957)
- Большой крест ордена «За заслуги перед Федеративной Республикой Германия» (1966)
- премия Бэмби (1962, 1963, 1964, 1965, 1967, 1968, 1969, 1971, 1972, 1973, 1978, 1984)
- Большой офицерский крест ордена «За заслуги перед Федеративной Республикой Германия» (1972)
- премия Золотой экран (1972, 1973)
- Большой крест со звездой и плечевой лентой ордена «За заслуги перед Федеративной Республикой Германия» (1977)
- орден Максимилиана «За достижения в науке и искусстве» (Бавария) (1981).